# Chowder - Scuola di cucina
Chowder - Scuola di cucina (Chowder) è una serie televisiva animata statunitense del 2007, creata da C. H. Greenblatt prodotta da Cartoon Network Studios.
La serie segue un aspirante ragazzo di nome Chowder e le sue avventure quotidiane come apprendista nella società di catering dello chef Mung Daal. Sebbene abbia buone intenzioni, Chowder si trova spesso in situazioni difficili a causa del suo perpetuo appetito e della sua distrazione.
La serie è stata trasmessa per la prima volta negli Stati Uniti su Cartoon Network dal 2 novembre 2007 al 7 agosto 2010, per un totale di 49 episodi (e 93 segmenti) ripartiti su tre stagioni. In Italia la serie è stata trasmessa dal 19 aprile 2008 al 29 agosto 2010 su Cartoon Network.
Ha ricevuto recensioni per lo più positive, oltre ad essersi aggiudicato un Primetime Emmy Award, sei nomination agli Annie Award e due ulteriori nomination agli Emmy Award durante la sua trasmissione.

## Trama
Il padre di Chowder ha spedito suo figlio in una scuola di cucina in India dove conosce uno chef di nome Mung Daal, Shnitzel e Truffles, dove viene sfidato insieme a Mung da Miss Endive e inseguito da Panini, visita il mercato di Gazpacho e dove Mung Daal insegnerà a Chowder a cucinare e ad essere uno chef bravo come lui.

## Episodi
| Stagione         | Episodi | Prima TV USA | Prima TV Italia |
| ---------------- | ------- | ------------ | --------------- |
| Prima stagione   | 20      | 2007-2008    | 2008            |
| Seconda stagione | 20      | 2008-2009    | 2009            |
| Terza stagione   | 9       | 2009-2010    | 2010            |

## Personaggi e doppiatori
- Chowder, voce originale di Nicky Jones, italiana di Alessia La Monica.
Protagonista della serie è un Coniglio-Orso-Gatto. Indossa un cappello e un vestito viola. Adora mangiare, visitare il mercato di Gazpacho e ha paura di Panini.
- Mung Daal, voce originale di Dwight Schultz, italiana di Domenico Brioschi.
- Shnitzel, voce originale di Kevin Michael Richardson e John DiMaggio, italiana di Domenico Brioschi.
- Truffles Daal, voce originale di Tara Strong, italiana di Germana Pasquero.
- Kimchi, voce originale di C.H. Greenblatt.
- Gazpacho, voce originale di Dana Snyder, italiana di Mario Brusa.
- Panini, voce originale di Liliana Mumy, italiana di Tiziana Martello.
- Gorgonzola, voce originale di Will Shadley, italiana di Valentina Pollani.
- Miss Endive, voce originale di Mindy Sterling, italiana di Cristina Giolitti.

## Produzione

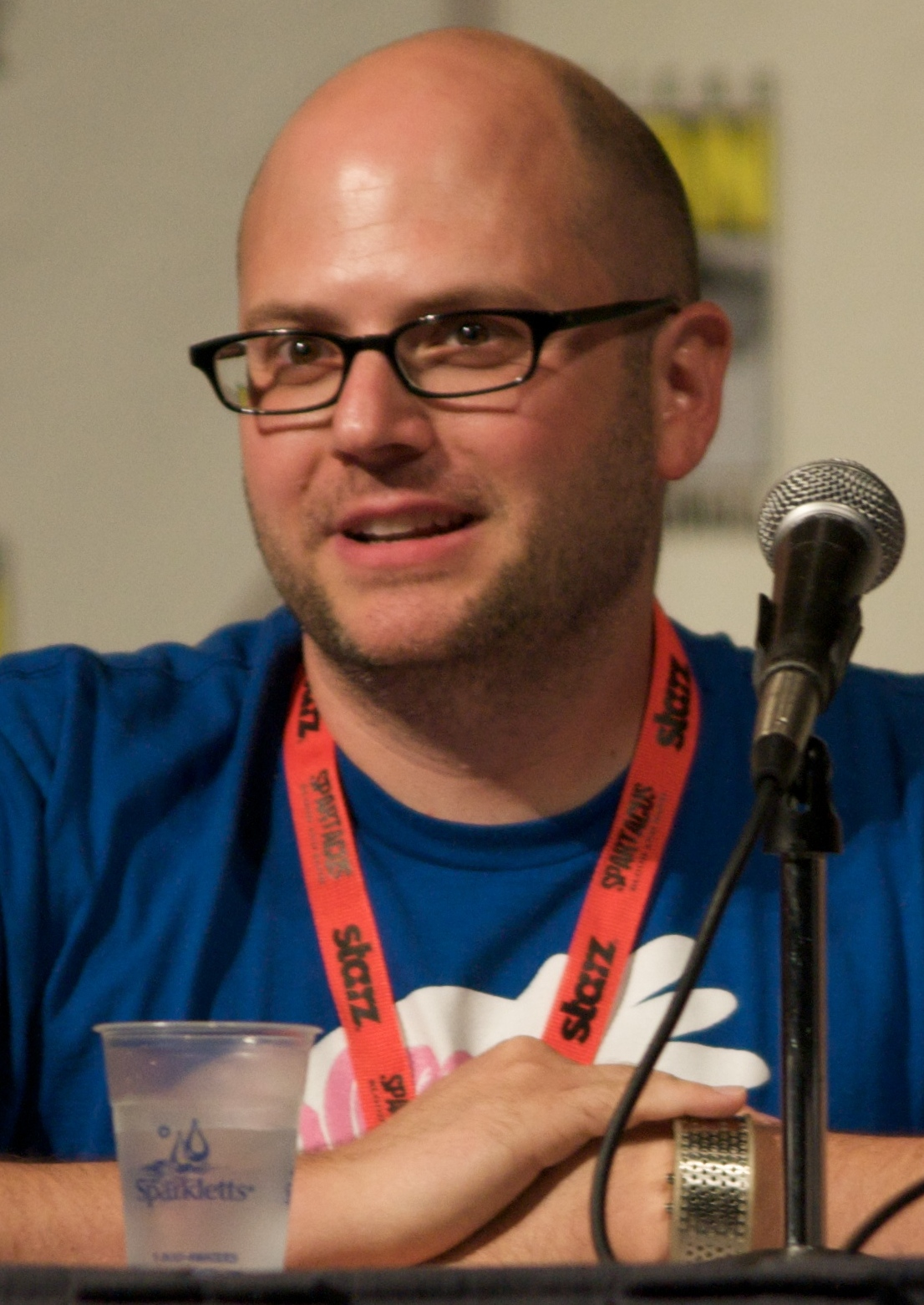
C. H. Greenblatt, creatore di Chowder - Scuola di cucina

Durante il periodo in cui lavorava su SpongeBob di Nickelodeon, C. H. Greenblatt disegnò vari personaggi per i suoi concept di serie di animazione. Greenblatt originariamente basò la premessa della trama sull'idea dell'apprendista stregone come ne La spada nella roccia. Gli espedienti della trama sono stati poi modificati in modo che la storia ruoti attorno a un maestro chef che insegna al suo giovane apprendista come cucinare. Lo stesso Chowder è stato sviluppato senza una specie specifica in mente, ma piuttosto con l'intenzione di evocare l'immagine di un morbido giocattolo per bambini. Parte dell'ispirazione viene dal Dr. Seuss, mentre altra ispirazione dai cartoni del sabato mattina. Greenblatt ha presentato il concept a Cartoon Network a metà degli anni 2000, quando ha iniziato a lavorare come scrittore e artista di storyboard per Le tenebrose avventure di Billy e Mandy, e due anni dopo la serie è stata approvata con un altro anno di produzione prima della messa in onda dell'episodio pilota. Greenblatt stima di aver trascorso circa sette anni lavorando su Chowder - Scuola di cucina prima che la serie andasse in onda nel 2007.